# Jörg Klocke
Jörg Klocke (* 25. Januar 1960) ist ein ehemaliger deutscher Weitspringer.
1980 wurde er Siebter bei den Leichtathletik-Halleneuropameisterschaften in Sindelfingen, und 1982 kam er bei den Leichtathletik-Europameisterschaften in Athen auf den 14. Platz.
1982 wurde er Deutscher Meister, 1981 Vizemeister. In der Halle wurde er 1980 und 1983 Deutscher Vizemeister.
Seine persönliche Bestleistung von 8,09 m stellte er am 25. Juli 1982 in München auf.
Jörg Klocke startete für den TV Wattenscheid 01 Leichtathletik. Derzeit ist er Vorsitzender dieses Vereins.
| Personendaten    | Personendaten          |
| ---------------- | ---------------------- |
| NAME             | Klocke, Jörg           |
| KURZBESCHREIBUNG | deutscher Weitspringer |
| GEBURTSDATUM     | 25. Januar 1960        |